# Белорусы в ливийском конфликте
В ходе гражданской войны и военной интервенции 2011 года в Ливии представители повстанцев, рабочая группа ООН и многочисленные СМИ неоднократно заявляли о помощи правительственной армии Муаммара Каддафи со стороны белорусских военных советников и наёмников. Правительство Белоруссии официально отрицало подобного рода информацию. Мнение военных и политических аналитиков по вопросу белорусского участия в конфликте разнятся. Одни ссылались на слабую доказательную базу и возможную информационную войну. Другие допускали данный факт, обосновывая его наличием сильных довоенных связей двух стран и распространением практики наёмничества в кругах бывших военнослужащих Вооружённых Сил Белоруссии.
Так или иначе, но по обвинении в сотрудничестве с режимом Каддафи ливийскими боевиками схвачены четверо белорусов, которые были освобождены усилиями дипломатов и спецслужб.
Параллельно этому проходила информация о участии наёмников с Чёрной Африки, Ближнего Востока и Восточной Европы, в том числе граждан таких стран как Румыния, Сербия, Украина, Казахстан и Россия. Услугами разных иностранцев пользовались как власти, так и повстанцы.

## Введение

### Довоенное положение
В 2000-х годах произошла активизация отношений между Белоруссией и Ливией, в том числе по военному направлению.
3 ноября 2008 года тогдашний министр обороны Леонид Мальцев во время встречи в Минске с председателем Всеобщего временного комитета обороны Абу Бакром Юнисом Джабером подчеркнул, что «Ливия является одним из приоритетов внешней политики Беларуси». Через год, 16 декабря 2009-го, в Триполи с официальным визитом приехала белорусская делегация во главе с новым руководителем военного ведомства Юрием Жадобиным. Тогда между странами был заключённый протокол о сотрудничестве в военной отрасли.
В то же время на учения «Запад-2009» в Белоруссию приезжал младший сын Каддафи, Хамис, командир элитной 32-й бригады ливийской армии. В июне 2010 года ливийские военнослужащие приняли участие в учениях с белоруской 11-й отдельной механизированной бригадой.
Как заявлял советник посольства Белоруссии в Триполи Георгий Громыко, до гражданской войны и иностранной интервенции в стране был размещённый контингент из 500 белорусских военных советников, инструкторов и специалистов, но с началом боевых действий часть из них эвакуировали. Однако со слов военного атташе Игоря Качугина, официально в страну военнослужащие не направлялись. Тем не менее он не исключил, что кто-то мог заключить индивидуальные контракты с ливийскими силовыми структурами.

### Позиция по конфликту
Республика Беларусь стала одной из немногих стран, которые поддержали Каддафи, не признали повстанческий Национальный переходный совет и осудили действии блока НАТО. Представитель Министерство иностранных дел заявил:
Бомбардировки территории Ливии выходят за рамки резолюции Совета Безопасности ООН 1973 и нарушают её главную цель — обеспечивание безопасности мирному населению. Республика Беларусь призывает государства, участвующие в военной операции, немедленно прекратить военные действия, которые приводят к человеческим жертвам. Урегулирование конфликта является внутренним делом Ливии и должно осуществляться только ливийским народом без военного вмешательства извне.
21 апреля 2011 года президент Белоруссии Александр Лукашенко выступил с ежегодным посланием белорусскому народу и парламенту страны, в которым раскритиковал освещение западными СМИ ливийского конфликта. Также он упомянул о разговоре с Каддафи, с которым созванивался во время боевых действий. Со слов президента, ливийский лидер также остался недовольным фейками от СМИ.

Узнав об убийстве Муаммара Каддафи, Лукашенко сказал следующее:
Совершена агрессия, убито руководство страны, не только Муамар Каддафи. Притом, как убито? Ну, застрелили бы, в бою погиб бы человек. Так это же с помощью спецслужб (не думайте, что его, главу государства, пацаны задержали. Как его охраняли, вы знаете), захват руководителя страны осуществили натовские спецподразделения. Над ним издевались, измывались, стреляли, раненого насиловали, выкручивали и ломали руки, а потом замучили. Хуже, чем фашисты в своё время.
Как отметил политолог Сергей Богдан в эфире программы «Итоги дня» на «Радио Свобода», убийство ливийского лидера для белорусского руководство стало шоком.

## Участие в конфликте

### Сообщения и обвинения
15 февраля, по данным SIPRI, из Барановичей в Себху вылетел транспортник Ил-76. Самолёт предположительно вёз оружие для войск Каддафи.
В конце февраля американское разведывательно-аналитическое агентство Stratfor со ссылкой на собственные источники распространила информацию о тем, что в расправах над оппозицией принимали участие выходцы из Восточной Европы — в частности, Белоруссии, Украины, Сербии и Румынии. Телеканал CNN показал очевидцев, которые говорили, будто в джипах с АК-47 на плече разъезжали люди «с восточноевропейской внешностью». Иностранные бойцы пилотировали боевую авиацию, обстреливая оппозицию, а также проводили патрулирование и зачистку улиц на автомобилях.
6 апреля издательство «Комсомольская правда» выпустила статью об участии в боевых действиях в Ливии на стороне Каддафи белорусских военных советников. Редакция писала, что иностранцы занимались подготовкой ливийских силовиков, ремонтом и эксплуатацией техники. Они не участвовали в боевых действиях, но постоянно находились на линии фронта. Сообщалось и о наёмниках с индивидуальными контрактами, и о действующих военнослужащих Вооружённых Сил Беларуси. Среди специалистов были бывшие бойцы 334-го отряда из состава 5-й отдельной бригады спецназначения. Некоторые, как предполагается, проходили подготовку на российских базах спецназа и участвовали в войне в Афганистане. Военспецы убедили ливийцев отдать преимущество вооружённым пикапам вместо бронетехники, а также внести в тактику некоторые элементы партизанской войны, тем самым снизив эффективность авиаударов НАТО и увеличив мобильность армии. Благодаря их содействию, в конце марта—начале апреля войска Каддафи даже смогли перейти в контрнаступление на востоке страны. Редакция связалась с неким Михаилом, одним из белорусских наёмников. Он сообщил, что его зарплата в Ливии составляет 3000 долларов. По информации собеседника, при правительственных вооружённых силах находятся несколько сотен белорусов.
8 апреля глава рабочей группы ООН по использовании наёмников Хосе Луис Гомес дель Прадо сообщил о наличии множества доказательств использования Каддафи иностранных бойцов. Большинство, по его словам, являлись африканцами, однако, вероятно, среди них были и белорусы.
Вновь о белорусский участии заговорили в августе—сентябре, когда появилась информация о присутствии белорусов, в том числе снайперов, на северо-западе страны, где они могли вступить в прямые столкновении со спецназом НАТО, ОАЭ и Катара. Ибрагим Абдель Магид, один из военных руководителей Национального переходного совета, заявил, что оппозиция была проинформирована из «некоторых источников разведки» о прибытии на помощь каддафистам снайперов разных европейских национальностей, в том числе украинцев, белорусов и других. Группа вошла в Ливию через порт Нуфейда в Тунисе, после чего переправлена в Триполи. Кроме того, как сообщалось, ливийские повстанцы обнаружили в здании спецслужб документацию, согласно которой поставки оружии в Ливию велись белоруской организацией «Белтехэкспорт».

### Заявления властей
Пресс-секретарь МИД Андрей Савиных неоднократно заявлял об отсутствии в Ливии белорусских наёмников либо военнослужащих. Он назвал обвинении в участии государства в конфликте абсурдными. При этом, как предполагал пресс-секретарь, «в отношении к Беларуси допущена ошибка». Что касалось информации ООН, то Савиных и её раскритиковал, напомнив февральский случай, когда международная организация извинилась перед республикой за ошибочные обвинения в оружейных поставках в Кот-д’Ивуар. В ответ на публикацию издания «Комсомольская правда» представитель МИД заявил следующее:
Появление такой статьи можно расценивать как желание нажиться на доверчивости читателей. Либо мы столкнулись с очередной акцией по дискредитации Республики Беларусь.
При этом власти отрицали даже возможность участия «наёмников-авантюристов» в боевых действиях. На пресс-конференции 9 ноября, отвечая на вопрос «Радио Свобода», принимали ли белорусы участие в операциях в Ливии, помощник министра обороны по военной политике генерал-майор Александр Анисимов сказал:
Нет, они не участвовали. Как вы можете себе представить, чтобы белорусские военные, присутствие которых ежедневно проверяется в нашей стране, могли находиться за её пределами? Я прекрасно знаю всех отставных военных, которые отличаются авантюрной натурой и так или иначе могли оказаться в Ливии. Однако все они находятся в Беларуси. Поэтому могу ещё раз с уверенностью сказать, что белорусские военные не принимали участия в боевых действиях в Ливии.

Вновь в августе 2013 года министр обороны Юрий Жадобин иронично опроверг эти сообщения.
Информацию типа того, что белорусские военные принимают участие в военных конфликтах в странах Северной Африки, или будет ли применяться ядерное оружие на учениях «Запад-2013», должен комментировать не министр обороны, а министр здравоохранения. У меня нет таких специалистов, чтобы комментировать подобную информацию.
После освобождения Вячеслава Качура пресс-секретарь главного управления идеологической работы Минобороны Владимир Макаров также опроверг участия белорусов в ливийском конфликте.

### Аналитики и обозреватели
Первоначально сообщения о военной помощи от Белоруссии, которые возникли вокруг сведений SIPRI об оружейных поставках, списывались на следствие информационной войны и неожиданное для западного сообщества затягивание процесса свержения режима Каддафи.
Как отметил заместитель директора Института политического и военного анализа Александр Храмчихин, полностью исключить военные связи между Каддафи и Лукашенко невозможно, но доказательная база достаточно скудная. Он одним из первых списал это на неожиданное для Запада затягивание конфликта. Эксперт Института Ближнего Востока и Российского совета по международным делам Сергей Балмасов заявил, что все обвинения в сотрудничестве Минска и Триполи строились на голословных утверждениях директора SIPRI Хью Грифитса.
В тот же время, по мнению белорусского военного аналитика Александра Алесина, отправка в страну какого-нибудь оружии казалась нецелесообразной, поскольку ливийская армия на тот момент была хорошо обеспечена. Гораздо большую необходимость, как заявил обозреватель, представляли военные специалисты и ремонтники, которые бы поддерживали боеспособность техники и её ремонт.
Немного позже Алесин в прямом эфире «Еврорадио», когда речь зашла об статье «Комсомольской правды», напомнил, что белорусская армия неоднократно сокращалась (особенно в 1990-х), много кадровиков были уволены, а некоторые самостоятельно покинули вооружённые силы из-за низкой зарплаты. Многие уехали на зарубежные заработки. Были востребованы лётчики, танкисты, техники-ремонтники, специалисты спецопераций. Это значит, что разговор идёт преимущественно об отставных военнослужащих, поскольку официально государство старается не отправлять действующие кадры в «горячие точки», даже когда оно заинтересовано в конфликте. Белорусов в Ливии, по оценкам обозревателя, насчитывалось от нескольких десятков до нескольких сотен. Некоторые могли успеть повоевать в других конфликтах в Африке. Так, например, Алесин упомянул участие соотечественников в ивуарийских событиях 2004 года.

## Известные случаи
Здесь перечислен список боёв, битв, кампаний, операций и эпизодов гражданской войны, в которых предположительно участвовали белорусы.
| Дата                 | Эпизод                                     | Победитель   | Роль                                                                 |
| 17—25 февраля        | Протесты в Триполи                         | Каддафисты   | Участие в подавлении беспорядков, снабжение оружием.                 |
| 28 марта — 15 апреля | Второе контрнаступление каддафистов        | Каддафисты   | Участие как военных советников.                                      |
| 31 марта — 7 апреля  | Третья битва за Брегу                      | Каддафисты   | Участие как военных советников.                                      |
| 8—18 апреля          | Бои на дороге Брега–Адждабия (первый этап) | не определён | Участие как военных советников.                                      |
| 20—28 августа        | Битва за Триполи                           | Повстанцы    | Участие снайперов и бывших бойцов 334-го отдельного отряда спецназа. |

## Пленники
В августе 2011 года четверо граждан Белоруссии (Валерий Гардиенко, Игорь Едимичев, Фёдор Труфанов и Вячеслав Качура) были взяты в плен повстанцами в Триполи. Как заявляли задержанные, в июне через Тунис они прибыли в Ливию на гражданские работы. Вместе с 2 гражданами России и 19 Украины их судили за «помощь» режиму Каддафи. Всех подсудимых приговорили к 10 годам тюрьмы за сотрудничество с лоялистами.
Всё это время дипломаты проводили переговоры по освобождению белорусов из плена. До 2017 года вопросом занимались только МИД Белоруссии и КГБ. Затем подключились российские дипломаты, глава Чечни Рамзан Кадыров и наследный принц Абу-Даби шейх Мухаммед бен Заид аль-Нахайян.
В 2014 году удалось добиться досрочного освобождения Гардиенко, Едимичева и Труфанова. Однако под арестом всё ещё оставался Качура. До декабря к нему ещё приезжали белорусский посол и консул в Ливии, но потом закрылась дипмиссия в Триполи, и визиты дипломатов прекратились.
В июне того же года по инициативе руководства МИД России, Государственной Думы и главы Чеченской Республики была создана контактная группа по Ливии под руководством Льва Деньгова. Команда занималась вопросами задержанных в стране россиян. Были успешно завершены операции по освобождении членов экипажей трёх российских судов. Кроме того, группа параллельно проводила анализ положения в стране. В сентябре 2017 года, после визита в Минск Рамзана Кадырова, специалисты Деньгова начали активного сотрудничество с белорусской стороной. Вскоре он и ещё несколько человек вылетели в Триполи, где провели 2,5 месяца, занимаясь освобождением Качуры. Как позже вспоминал глава контактной группы, переговоры могли начаться в 12 дня, а закончится в 5 утра.
29 января 2018 года пленник был отпущен. Сперва из Триполи он улетел в Абу-Даби, оттуда — в Москву, и утром 2 февраля белорус прибыл в Минск. В аэропорте Качуру встречали сын Михаил и дочь Елена. Как отмечали СМИ, ранее он был начальником штаба 334-го отряда специального назначения. Ливийская сторона подозревала, что тот — снайпер армии Каддафи.

## После 2011 года
Невзирая на дипломатическую поддержку Каддафи, после прихода к власти повстанцев Белоруссия продолжала поддерживать контакты с Ливией, хотя во многом двухсторонние связи ослабли. От событий после 2011 года пострадала реализация большинства межгосударственных документов и проектов. Тем не менее, даже в условиях военного конфликта определённые взаимоотношения поддерживались. Так, например, в мае 2013 года в Белоруссию прибыла группа из 300 ливийских граждан, в основном военных, которые прошли курс реабилитации. С начала 2011 года по данный период около 1500 военнослужащих из Ливии прошли лечение в республике.
В ходе нового витка противостояния белорусские власти не выразили конкретной позиции, поддерживая контакты с обоими правительствами, хотя Тобрук (Палата представителей Ливии) являлся более приоритетным.
Согласно информации ООН, из Беларуси в аэропорт Триполи в период с 2013 по 2014 годы было совершено 15 полётов. Данные рейсы смогли перевести более 3 000 тонн боеприпасов для нужд Ливийской национальной армии (ЛНА) фельдмаршала Халифа Хафтара, подконтрольного Палате представителей в Тобруке.
В 2015—2017 годах, как писал Евгений Сатановский из газеты «Военно-промышленный курьер», чартерная компания Ruby Star Airlines, аффилированная с белорусским агентством оборонного экспорта «Белтехэкспорт», поставляла оружие в аэропорт Гадамеса, подконтрольный бригаде Зинтана, что на тот момент была союзницей ЛНА. Самолёты с продукцией военного назначение садились также в аэропорту Лабрака. В рейсах часто использовался Ил-76 с регистрационным номером EW-78836. Он периодически делал техническую остановку в аэропорту Лейпцига (Германия), где расположены объекты НАТО. Косвенная поддержка «Белтехэкспорта» Западом совпадает с отменой ЕС запретов в отношении белорусской компании в начале марта 2015-го. Санкции в отношении тогдашнего еёдиректора Александра Пефтиева были сняты в конце 2014 года.
В мае 2020 года был выпущен доклад ООН об участии российской ЧВК «Вагнер» в ливийском конфликте на стороне сил Хафтара, где упоминалось, что среди наёмников есть и белорусы. Чуть позже СМИ заявили о поставке ЛНА из Белоруссии истребителей МиГ-29 и вертолётов Ми-24. Их пилотировали либо сами белорусы (Belarus Security Blog предполагал, что лётчики действовали по частным контрактам), либо наёмники из Сербии. Летом того же года в сеть попали фотографии комплексов РЭБ «Гроза» белорусского производства, использовавшихся в Ливии. Эти системы были переданы ЛНА от ОАЭ, которые они уже закупили непосредственно в Белоруссии. По данным сторонников фельдмаршала Халифа Хафтара, при помощи белорусских комплексов были обезврежены 11 вражеских дронов.

## Упоминания
Минск уже не первый раз используется как перевалочная база для «солдат удачи», здесь и до пандемии коронавируса водились наёмники, которых называли белорусскими «партизанами». Причём не только во время миграционных перелётов «диких гусей», были и местные. Их особая активность была отмечена, например, в 2011 году, когда требовались наёмники в ливийскую армию. Тогда в Минске существовала своеобразная «биржа труда» для отставных военных, готовых применить свой боевой опыт за рубежом. Помимо Ливии для «командировок» предлагалась Венесуэла, Кот-д'Ивуар, ещё ряд стран.

Понятно, что объявлений о «приёме на работу» не существовало — засекреченная «фирма» сама предлагала потенциальному кандидату возможность подзаработать в качестве наёмника. Знали этот «адресок» и в России, откуда приезжали люди с опытом службы, чтобы заключить контракт с якобы иностранной фирмой по выполнению абстрактных работ, что на деле оказывалось военной службой в какой-нибудь «горячей точке». Особо востребованы были специалисты в области ПВО, флотские и авиамеханики, советниками на общевойсковые должности требовались офицеры в звании не ниже майора. Надо полагать, что и тогда работа «конторы по найму» была под надзором спецслужб, как белорусских, так и российских.— Журналист Виктор Сокирко в статье о задержании российских наёмников в Белоруссии, сетевое издание «Свободная Пресса», 30 июля 2020.

Выше приведена, конечно, не вся география действий беларусов в Африке, сопряженных с военным делом. Тут я не рассматривал, в частности, деятельность беларусских авиатранспортных компаний и лётчиков по доставке военных грузов, беларусских военных советников при Каддафи, которых «не было», участников российских ЧВК в Африке и других.— О белорусском военном присутствии в Африке, Телеграм-канал военного аналитика Егора Лебедка, 6 февраля 2021.
В 2022 году в интервью газете «Наш город Тамбов» отставной офицер Вячеслав Качура всё же признался в военной деятельности в Ливии:
Подписал контракт с частной компанией. Занимался подготовкой отрядов специального назначения Каддафи. После того, как закончился контракт, остался в Ливии. Работал в нефтяной компании. А когда начались боевые действия, вернулся на Родину. Спустя какое-то время мне предложили туда вернуться. Занимался всё тем же военным делом, правда, на этот раз недолго. Спустя месяц меня задержали так называемые революционеры.